# 尚语贤
尚語賢（1994年7月28日—），原名尚成涔，中国女演員，出生于四川省，畢業於北京電影學院。
2014年，參演個人首部電影《老炮兒》而進入演藝圈。2015年9月，隨着《老炮兒》劇組在第72屆威尼斯電影節首次亮相；同年，還參演了由成龍主演的中印合拍動作電影《功夫瑜伽》。2018年2月16日，参演的懸疑動作喜劇電影《唐人街探案2》於全國上映。

## 生平
尚語賢在幼兒園時期開始學習民族舞和唱歌。7歲學習鋼琴，成為業餘愛好。高中就讀於四川省綿陽南山中學。在高中時期，學習街舞，利用業餘時間參加各種培訓，同時經常參加各類比賽獲獎以及學校的文藝表演。
2012年2月，尚語賢報名參加北京電影學院表演專業考試，在全国8000餘人競考的表演系專業測試中順利通過，取得北京電影學院表演專業全國第23名的成績，井成為全省通過該學院表演專業考試的兩名考生之一。

## 作品

### 電影
| 首映年度 | 劇名               | 角色       |
| -------- | ------------------ | ---------- |
| 2015年   | 《老炮兒》         | 小太妹     |
| 2017年   | 《功夫瑜伽》       | 張國立女兒 |
| 2018年   | 《唐人街探案2》    | Kiko       |
| 2021年   | 《唐人街探案3》    | Kiko       |
| 2021年   | 《我是监护人》     | 石路       |
| 2021年   | 《穿过寒冬拥抱你》 | 孕妇       |
| 2023年   | 《莫斯科行動》     | 趙娜       |
| 2024年   | 《何处生长》       | 何生       |
| 2025年   | 《真爱找麻烦！》   | 申婷婷     |
| 2025年   | 《冲·撞》          | 程程       |
| 2025年   | 《册杀》           | 李妙妙     |
| 待上映   | 《猎毒》           |            |
| 待上映   | 《X的故事》        |            |

### 电视剧/網絡劇
| 首播年度 | 劇名                | 角色   | 備註       |
| -------- | ------------------- | ------ | ---------- |
| 2018年   | 《遠大前程·雙龍會》 | 段香雲 | 網絡劇     |
| 2020年   | 《唐人街探案》      | Kiko   | 網絡劇     |
| 2021年   | 《赘婿》            | 陆红提 | 網絡劇     |
| 2024年   | 《唐人街探案2》     | Kiko   | 網絡劇     |
| 2025年   | 《X局密档》         | 罗珊珊 | 2021年拍攝 |
| 待播     | 《群星》            |        | 網絡劇     |